# Carlos Coloma
Carlos Francisco Coloma (Alicante, 5 de febrero de 1566-Madrid, 23 de noviembre de 1637) fue un destacado militar, diplomático, traductor e historiador. La figura más relevante de la casa condal de Elda y una de las personalidades más brillantes de la administración de la monarquía hispánica durante los siglos XVI y XVII. Es considerado el prototipo del noble hispano del Siglo de Oro: hábil con la espada y con la pluma.
Su dilatada vida estuvo marcada por ser un segundón de la casa de Elda, tuvo trece hermanos y hermanas, y se labró una meteórica carrera militar en el ejército de Flandes por su destacada destreza militar. Estuvo bajo las órdenes de Alejandro Farnesio, el Conde de Fuentes y fue la mano derecha de Ambrosio Spinola. Siendo su éxito militar más sobresaliente, en el ocaso de su vida, cuando consiguió socorrer la asediada ciudad de Valencia del Po (Valenza) en el Milanesado en 1635, dando una lección de estrategia y reorganización logística.
Además, tenía una gran capacidad para la política, pese a que siempre prefirió la milicia como modo de vida. Por ello la monarquía le promovió a cargos administrativos, como gobernador de Perpiñán (1600-1611), virrey de Mallorca (1611-1617), gobernador de Cambrai (1617-1630), miembro del Consejo de Estado (1626-), de la Gobernación de Flandes (1633-1634) y del Consejo Real (1636-1637). Además de embajador extraordinario en Inglaterra en dos periodos, de 1622 a 1624 y durante 1630 cuando firmó la paz anglo española. Sus informes y memorandos son una importante fuente de análisis para los estudiosos de la política europea de los siglos XVI y XVII.
Carlos Coloma era hijo de Juan Coloma, I conde de Elda, un reconocido poeta renacentista y que procuró dar a sus hijos una notable cultura humanista, a causa de ello don Carlos adquirió un notable amor hacia las letras que demostró con su traducción al castellano del clásico latino “Los anales” de Cayo Cornelio Tácito (Dobay, 1629) o sus relaciones militares, siendo la más famosa “Las Guerras de los Estados Baxos” (Cambrai-1622) una crónica militar, de clara inspiración latina, cuajada de comentarios políticos y que es considerada a la literatura española lo mismo que los comentarios de Julio César a la universal.

## Biografía

### Primeros años
Carlos Coloma nació en Alicante en 1566 y fue bautizado en la basílica de Santa María de esa ciudad el 5 de febrero. Era el decimosegundo hijo de los catorce que tuvo el I conde de Elda, Juan Coloma (Elda c.1523 - Elda 1586), un reconocido y fundamental poeta en el desarrollo de la renovación poética española de la primera mitad del siglo XVI, que ostentó los cargos de prefecto de la ciudad de Alicante y alcaide de su castillo desde 1561. Su bisabuelo paterno era mosén Juan Coloma (Borja, c.1443 - Borja, 1517), y había acaparado un considerable capital gracias al desempeño del cargo de secretario de Fernando el Católico. Fue, también, secretario de Juan II de Aragón, lo que le acarreó una enorme influencia política. Además, se casó en 1493 con María Pérez Calvillo (¿? - Valencia 1525), hija de Juan Pérez Calvillo (¿? - 1499), señor de Malón y Bisimbre y de Beatriz de Heredia. La familia abandonó el reino de Aragón y se trasladó a residir al Reino de Valencia, concretamente en el castillo de Elda. Su madre era la dama de origen portugués Isabel de Sá. Aunque había nacido en la localidad española colindante con Portugal de Ayamonte. Pertenecía a una familia venida a menos que se trasladó a la corte castellana en pos de posicionarse mejor socialmente y donde fue dama de la infanta María. El 19 de abril de 1551 se firmaron las capitulaciones matrimoniales entre Juan Coloma e Isabel de Sá en la misma villa donde residía la infanta, Cigales. Tras la boda el matrimonio Coloma, señores de la baronía de Elda, Petrel y del lugar de Salinas, perteneciente a la antigua Gobernación de Orihuela, en el Reino de Valencia, se trasladó a residir al castillo de Elda. Pero a causa de las ocupaciones del patriarca, alcaide del castillo de Alicante y prefecto de esa ciudad, pasaban temporadas en Alicante, motivo por el que Carlos nació en esa ciudad. Pese a su nacimiento en la ciudad de Alicante, Carlos Coloma fue criado inicialmente, como el resto de sus hermanos, en el castillo-palacio de Elda por una nodriza, de donde se decía que era natural. Al cumplir los cuatro años en 1570, marchó con sus padres, dos hermanos y tres hermanas a Cerdeña, donde el padre desempeñó el importante cargo de virrey. Cuatro años después, en 1574, ante los crecientes rumores de un posible ataque de la armada turca a la isla, la madre y los niños se refugiaron en Génova, regresando posteriormente a su castillo-palacio de Elda. Durante este tiempo Carlos Coloma estudia en la Universidad de Valencia latinidad, en una época donde esa universidad tenía un alto nivel en esos estudios, lo que le dio una importante base cultural. Y donde habían estudiado varios de sus hermanos. En 1577 su padre dimitió del cargo de virrey y regresó a su señorío para luego marchar a la Corte, donde Felipe II le concedió el título de I conde de Elda. Su estancia allí debió de ser aprovechada por Juan Coloma para dejar a su hijo Carlos como menino en la casa de la reina Ana, última esposa del rey, junto con su hermana María que era dama.

### Comienza su carrera como militar
Fallecida la reina en octubre de 1580 y deshecha su casa, con tan sólo catorce años comenzó su carrera militar participando en la campaña de Portugal en las galeras de Sicilia como soldado entretenido, junto a su hermano mayor Francisco. En 1581, su hermano Antonio, tras la muerte del mayor, heredó el título y se casó con Beatriz de Corella, estableciendo Felipe II el vínculo del mayorazgo sobre el condado de Elda, por lo que Carlos Coloma, y el resto de hermanos, tendrían que vivir de las pensiones que le pasara su hermano el conde y del servicio al rey. Por ello en 1584 Carlos Coloma pasaba a cobrar cinco escudos de entretenimiento en las galeras de Sicilia. Con esas galeras estuvo hasta 1587 bajo las órdenes del conde de Santa Gadea, general de las galeras de España, en sus acciones contra los corsarios ingleses. Este primer periodo de vida militar del adolescente Carlos estuvo jalonado de visitas al señorío de Elda. En una de ellas, en abril de 1586, su hermano Francisco le cedió, muy probablemente en un ajuste de herencias, la casa y la ermita de la partida rural de Santa Bárbara en Petrel, y un huerto franco con una casa torre en la ciudad de Alicante, junto al monasterio de la Virgen María de Gracia. El 9 de octubre de 1586 falleció su padre en el castillo de Elda. Sus numerosos hermanos y el mayorazgo no le permitieron a Carlos Coloma disfrutar de una herencia de consideración: una pensión anual de 300 libras en moneda de Valencia. Esto marcará la vida de Carlos Coloma y le obligará a vivir exclusivamente del servicio al rey.

### Sus primeros años enFlandes
Tras este periodo, en 1588, Carlos Coloma marchó a Flandes, en un primer momento parece que, a la contaduría, acompañando a su primo lejano Pedro Bautista de Tassis. Sin embargo, recayó en el tercio de Juan de Manrique, antiguo tercio de Sicilia, comenzando una carrera militar excelente y meteórica. Sus méritos militares hicieron que en 1592 ascendiera a capitán de una compañía de lanzas. Pero ante la posibilidad de participar en la segunda campaña, que el duque de Parma, Alejandro Farnesio, estaba gestando sobre Francia en ayuda de los católicos franceses, no dudó en cambiar su destino por una compañía de caballería ligera, un arma en ese momento menos prestigiosa. Bajo Farnesio participó en las batallas de Aumale (1592), Cambrai (1594-1596), La Fére (1596-1597) destacando y haciendo grandes méritos. Pese a que hasta ese momento su carrera militar se produjo bajo la administración de Farnesio la muerte de éste y la llegada del gobierno interino de Mansfeldt y Fuentes, y sus consiguientes purgas administrativas no le afectaron y tras la llegada del nuevo gobernador, el archiduque Alberto, sus servicios fueron premiados con el hábito de Santiago (1597), una pequeña pensión sobre las rentas del reino de Nápoles y el ascenso a maestre de campo, con tan solo treinta y un años. Con ese cargo participó en las campañas del Rin (1598) y Bommel (1599). Ningún historiador duda que la meteórica escalada en el escalafón militar de Carlos Coloma se debe a su valía militar. Además, en 1597 se casó con la noble flamenca Margarita Liederkerke. Esta boda dio a don Carlos influencias muy importantes en Flandes a la que consideró su segunda patria. Con ella Carlos Coloma obtendría una buena dote económica, aunque en realidad solo le ocasionó viajes y pleitos. Parece que fue un matrimonio feliz. Ella le acompañará durante toda su vida y le dará dieciocho niños de los que cinco morirán durante la infancia.

### Gobernador dePerpiñán
Tras este largo periodo de actividad militar Coloma fue nombrado en 1600 gobernador de Perpiñán, su primer cargo administrativo. Seis años después, en 1606, se le añadieron los cargos de lugarteniente de los condados de Rosellón, Cerdaña y Comflent. Este largo periodo en la entonces pacificada frontera francesa duró otros once años. Coincidió dos años en Cataluña con su hermano Alonso Coloma que ocupaba el puesto de obispo de Barcelona, desde 1599 a 1602. Pero no estuvo contento en ese puesto y pidió insistentemente su traslado a Flandes motivado, principalmente, por su mala economía. “Sepultado en ocio” en Perpiñán, como él mismo escribió, tuvo sus seis primeros hijos. También en Perpiñán pasó a limpio su obra histórica y tradujo del latín al castellano Los Anales de Cayo Cornelio Tácito (1.ª edición: Dobay, 1629). Durante el desempeño de su cargo se enfrentó al bandolerismo, demostró su manejo del servicio secreto y pleiteó duramente con las autoridades civiles de Perpiñán en pos de sus soldados y de las defensas de la ciudad.

### Virrey de Mallorca
Tras este periodo fue ascendido al importante cargo de virrey de Mallorca, que ejerció desde 1611 a 1617. Lo cierto es que en una época en que lo privado y lo público no estaba bien diferenciado, este cargo le supondría una mejora económica. Sin embargo, no parece que su situación financiera tuviera una especial mejoría. Como virrey comenzó las obras del castillo de San Carlos, llamado así en su honor. Y procuró la mejora de las murallas de Mallorca. Se ocupó de paliar la hambruna que sufrió la isla en 1613, evitando la especulación y poniéndose al frente de la recaudación de las doscientas personas de mayor poder adquisitivo de la isla. Pero, sobre todo, destacó en la defensa de los intereses del rey al enfrentarse a la Inquisición por cuestiones de jurisdicción. Una lucha de poderes en la que Coloma salió victorioso demostrando su capacidad de actuación y sus maneras enérgicas cuando el interés real estaba en juego, pese a que ello le costara su propia excomunión.

### Regreso aFlandes
En 1617 regresó a los Países Bajos y fue nombrado castellano de Cambrai. Allí estableció su hogar familiar. La importancia de esta plaza fuerte radicaba en que junto con las de Amberes y Gante, Felipe II guardó para los monarcas hispanos el derecho de nombrar a sus gobernadores pese a que el sueldo era pagado por los gobernadores de los Países Bajos, lo que les hacía ser una especie de “bases españolas”. Carlos Coloma sería castellano de Cambrai hasta 1627. La mayoría de ese tiempo estuvo fuera de la ciudad debido a sus múltiples ocupaciones. Tres años después demostrará su calidad como estadista al escribir un importante memorando “Discurso de don Carlos Coloma de la forma en que debería hacer la guerra a los holandeses”. Informe tan estudiado por los historiadores como sus obras de carácter histórico. Ese mismo año 1620, participará a las órdenes de Spinola en la invasión del Palatinado, acción que dio entrada a la monarquía hispánica en la Guerra de los Treinta Años. Coloma dirigió en esa campaña la toma de la ciudad alemana de Bad Kreuznach. Pero era un hombre con grandes cualidades personales, por lo que Spinola, que confiaba en él y quería que fuera ascendido a maestre de campo general del Ejército de Palatinado, le envió en misión diplomática a la corte madrileña en 1621 para convencer de la no renovación de la paz con las provincias rebeldes, y de que se emplearan mayores recursos para continuar con la campaña. Pese a que Coloma era un militar vocacional y nunca se encontró a gusto en sus tareas diplomáticas, ni con las intrigas políticas ni cortesanas, su sentido del deber, y no tener otra opción, le llevaron a ejercerlas con empeño. Por otra parte, su familia, la casa de Elda, incluso él, habían estado en el partido político de Lerma, sin embargo, en esos años Carlos Coloma se había posicionado con la oposición: el partido de Zúñiga. A su llegada a Madrid se encontró con una situación muy incómoda para él, la muerte de Felipe III y la subida al trono de Felipe IV, y sus consiguientes “vendetas” políticas, teniendo que hacerse cargo de la prisión del duque de Osuna, algo que le desagradó notablemente, pese a que el duque mantuvo unas pésimas relaciones con su hermano el ya difunto II conde de Elda. Sin embargo, la ascensión al poder del Conde-Duque de Olivares le hizo gozar de una gran influencia en la corte al ser nombrado uno de los cuatro miembros del Consejo de Estado don Diego de Ibarra, amigo íntimo de Carlos Coloma y al que dedicará su obra Las guerras de los Estados Bajos.

### Embajador enInglaterra
La nueva administración le nombró en 1622 embajador en Inglaterra. Pero antes de eso publicó en 1622 en Cambrai su obra, “Las guerras de los Estados Bajos". Fruto de once años de experiencia militar, pero escrita en tercera persona, Coloma analiza en ella la política y sobre todo los acontecimientos militares acaecidos en los Países Bajos durante su estancia. Esta se ha convertido en una de las relaciones militares más importantes del periodo y consagró a Coloma como historiador.
Carlos Coloma sustituía al conde de Gondomar, que había empleado su fortuna personal durante su ejercicio en pos de la embajada. Continuar con la política de su antecesor y pagar las deudas de la embajada londinense le costaba a Coloma un desembolso económico que no se podía permitir y su mujer tuvo que pedir un préstamo en Cambrai. Además, se sumó a la embajada el marqués de la Hinojosa, confidente de Olivares, con quien no llegó a congeniar. Todo esto hizo que él, que nunca había ambicionado puestos diplomáticos, aborreciera ese cargo y quisiera y pidiera su cese. Tuvo que afrontar el espinoso asunto de la boda del Príncipe de Gales y la Infanta María, que conllevó el problemático viaje a Madrid del príncipe inglés, que se saldó con un fracaso, provocando que el partido antiespañol cobrara gran fuerza y dejara en una delicada situación a Carlos Coloma, siendo cesado de su puesto en 1624 y fuertemente cuestionado. Pese a todo ello, mantuvo una muy buena imagen personal en Inglaterra, que le hizo mantener correspondencia con varios ministros británicos tras dejar el cargo.

### DeBredaeItalia
De vuelta en los Países Bajos, y con sensación de pesadumbre, se incorporó a las labores de asedio de la ciudad de Breda. Tomada ésta, fue enviado a Milán con el cargo de capitán general de la caballería ligera. Su objetivo era ayudar en las labores de defensa ante la crisis desatada por la invasión franco-piamontesa de la república de Génova. Pero cuando llegó el duque de Feria ya la había socorrido victoriosamente, por lo que su estancia en aquel territorio ya no era prioritaria. Coloma permaneció en Lombardía nueve meses, durante los que escribió al rey un informe analizando la situación militar de ese territorio “Discurso en que se representa cuanto conviene a la monarquía española, la conservación del estado de Milán y lo que necesita para su defensa y mayor seguridad”. En noviembre de 1626 estaba en la corte española, donde se le hizo merced del título de marqués del Espinar, del que rehusó en favor de su hijo mayor. Y un año después, en 1627, le fue concedido el señorío de Blaton, en la provincia valona de Hainaut, tras el pago al rey de 20.000 florines. Conservará este territorio hasta su fallecimiento.

### Maestre de Campo General
Ante el inminente viaje de Spinola a la corte, se le envió como suplente a Flandes con el cargo de maestre de campo general; jefe militar de ese ejército, su máxima ambición. Sin embargo, tras su llegada, la necesidad de la gobernadora de los Países Bajos y el gobierno español de contentar a la nobleza autóctona para conseguir su apoyo en la aplicación del ambicioso proyecto denominado “unión de armas” le obligó a compartir su puesto con el noble local Henri Van den Berg. La decisión fue un fracaso militar y su valía como diplomático le impidió ejercer más allá de dos años, pues se le requirió encarecidamente para que regresara de nuevo como embajador extraordinario en Inglaterra y negociar un tratado de paz. Por todo ello, Coloma vio perdida su gran oportunidad y su gran ambición personal: ocupar la jefatura del ejército de Flandes.

### Segunda embajada enInglaterra
A diferencia de su primera embajada, la embajada de 1630 a 1631 se saldó con un gran éxito. Coloma era un hombre que sabía hacerse querer y poseía cierto encanto personal. Se había labrado una muy buena imagen en la corte inglesa e incluso había mantenido correspondencia con personalidades británicas muy destacadas, pese a que en un principio no iba a regresar a Londres. Su nombramiento fue recibido de manera excelente por el propio rey inglés, que guardaba de él un buen recuerdo personal. Pero los objetivos impuestos por la corte hispana eran alargar las conversaciones mientras la paz se negociaba en Madrid con el enviado inglés. Fue así hasta que este regresó a Londres sin firmar la paz para que Jacobo I la ratificara. Este imprevisto hizo que Carlos Coloma tuviera que demostrar sus capacidades negociadoras y ser él quien llevara el peso final del asunto. Su intermediación se saldó con la firma de la paz de 1630.

### Miembro de la gobernación deFlandes
A su regreso a Flandes ostentó el cargo de maestre de campo general. Un cargo que le disgustó, pues en el mando estaba detrás del marqués de Aitona, que ocupaba el recién creado Gobernador de Armas, compartiendo su puesto con Henry Van den Berg, con quien mantenía unas relaciones personales pésimas. En este puesto tuvo que hacer frente al desembarco en la costa del norte de Flandes de un ejército holandés con 40.000 hombres con la intención de sitiar la ciudad de Brujas. Carlos Coloma dirigió el exitoso socorro a esta ciudad flamenca en 1631 y que también relató en un manuscrito.
Un año después Henry Van den Berg se pasaba al enemigo y se unía a una revuelta de nobles flamencos propiciando con ello la caída de Maastrich en poder rebelde y poniendo de manifiesto que las sospechas y malas relaciones de Coloma con este no eran infundadas. Pero la revuelta fue abortada haciendo más fuerte el poder político de la corte española en Flandes. Además, Coloma se convirtió en una figura importante del gobierno de los Países Bajos españoles. Por eso, cuando la gobernadora Isabel Clara Eugenia falleció el 1 de diciembre de 1633, lo dejó como uno de los seis hombres del consejo que debía gobernar aquel territorio. Lo ratificó el marqués de Aitona, gobernador general interino, que incluyó a Coloma entre las cinco personas que debían asesorarle hasta que llegara el nuevo gobernador: el Cardenal Infante. Pero pese a esta importancia a Carlos Coloma siempre se le relegó a un segundo puesto impidiendo conseguir su máxima aspiración: ocupar la jefatura del ejército de Flandes.

### El socorro deValencia del Po
El 30 de octubre de 1633 Felipe IV le instó a trasladarse a Milán a ocupar el puesto de maestre de campo general y castellano de esa ciudad, lo que suponía ser el jefe militar del ejército del Milanesado. Coloma lo rehusó inicialmente, pues se encontraba enfermo y tenía una avanzada edad: sesenta y nueve años. Pero ante las insistencias del rey y del Conde Duque aceptó. Por lo que el 1 de julio partió de Cambrai hacia Lombardía. Coloma llegó a Milán donde se encontró con un frío recibimiento por parte del gobierno del gobernador de Milán, el cardenal Albornoz, que lo veían como un viejo, incapaz de hacer frente a los retos que se le presentaban. Además, la situación logística del ejército y sus fortalezas no era la más adecuada. En mayo, Francia declaró la guerra a España, incorporándose a la Guerra de los Treinta Años, y en agosto las tropas francesas del mariscal Crequi y del duque de Parma, Odoardo Farnese, invadieron el ducado de Milán poniendo sitio a Valenza, uniéndoseles también el duque de Saboya con un importante contingente de tropas. En total Valenza fue asediada por 60.000 hombres, más su correspondiente tren de artillería. Su objetivo era cortar las comunicaciones del camino español. La situación se volvió muy complicada y hubo una campaña de descrédito contra Carlos Coloma por parte del Cardenal Albornoz que lo quería apartar del mando y a la que incluso se sumó el Conde Duque cuando la caída de Valencia del Po parecía irremediable. Sin embargo, Carlos Coloma subo reorganizar el ejército y gracias a una estrategia, donde puso de manifiesto su experiencia militar, consiguió hacer levantar el asedio a los tres ejércitos que tuvieron que retirarse del ducado de Milán. Las tropas de socorro hispanas entraron en Valencia del Po el 25 de noviembre de 1636. Y como fue habitual en su vida Coloma escribió una relación al respecto. Pero con una gran diferencia con las anteriores, pues está escrita en primera persona y con críticas a la situación que vivió de acoso político, algo poco habitual, siendo una fuente histórica muy interesante para ver las relaciones de poder y políticas entre el alto mando de los tercios.

### Final en la corte
Carlos Coloma fue sustituido por el marqués de Leganés y se le requirió en la corte. Ante la campaña de descrédito que sufrió viajó a Madrid temeroso por la reacción del rey. Sin embargo, su recibimiento a principios de 1637 fue inmejorable tanto por Felipe IV como por el Conde Duque. Se incorporó al consejo de estado el 6 de febrero y fue nombrado miembro de la junta de defensa. Además, se le concedió un título nobiliario en Castilla, pero Coloma falleció antes de ser firmada por el rey. E incluso el monarca encargó un cuadro de grandes dimensiones a Juan de la Corte que ensalzara su última victoria: “El socorro de Valencia del Po”, en el que el rostro de Carlos Coloma fue pintado por Velázquez y que estuvo colgado en el salón de los reinos del palacio del Buen Retiro, desgraciadamente perdido durante la invasión napoleónica. De esta manera, contando con el favor y aprecio de la corte el anciano Carlos Coloma falleció en Madrid el 23 de noviembre en las casas de Álvaro de Luna, actual número 4 de la calle Santa Clara. Fue enterrado en el convento de Santa Ana, más conocido como de San Bernardo.

## Personalidad de Carlos Coloma
La gran cantidad de documentación que ha dejado Carlos Coloma nos deja hacer un análisis de su personalidad. Al igual que todos los nobles españoles de su época tenía mucho amor propio, pero a diferencia de la mayoría de estos también tenía un gran sentido del humor y era capaz de reírse de sí mismo. Era irónico. Hombre hiperactivo, siempre consideró los trabajos en los que estaba ocupado en cualquier ocasión como los de mayor importancia, dedicándose en cuerpo y alma al servicio de la monarquía hispánica. Y en todas sus facetas, tanto militares, como políticas, fue equilibrado, moderado y reflexivo, pese a que era firme y duro en la disciplina militar. Vivió toda su vida obsesionado por su honor y reputación, lo que le hizo ser muy exigente consigo mismo.

## Homenaje
El año 2022, en el cuatrocientos aniversario de la edición de la "Guerra de los Estados Baxos", y en el quinto centenario del nacimiento de Juan Coloma, I conde de Elda y padre de Carlos, el Ayuntamiento de Elda junto a la Fundación Paurides González Vidal celebran el “Año Coloma”, para poner en valor la figura y el legado histórico de Carlos Coloma y de su familia.

## Obras
- ”De las guerras de los Estados Baxos”. 1.ª edición Cambrai 1622, por Jean de Riviere. Se han hecho doce ediciones, cinco de ellas en vida del autor. La última por el Ministerio de Defensa de España con edición de Antonio Cortijo Ocaña, junto a “Relación del Socorro de Brujas”, también de Carlos Coloma en 2010. ISBN 9788497815212.
- ”Relación del socorro de Brujas ejecutado y escrito por don Carlos Coloma”. En varias relaciones de los Estados de Flandes, 1631 a 1636, en Vol. XIV, Colección de libros españoles raros o curiosos, Madrid, 1880. La última edición recopilada junto a La Guerra de los Estados Bajos editada por el Ministerio de Defensa de España con edición de Antonio Cortijo Ocaña en 2010. ISBN 9788497815212.
- ”El socorro de Valencia del Po”. Alicante, 2018. Guill Ortega, M. A. (ed.) Instituto Alicantino de Cultura Juan Gil-Albert. ISBN 9788477847472.

## Informes
- ”Discurso de don Carlos Coloma de la forma en que debería hacer la guerra a los holandeses”. Memorial escrito en 1620, aunque nunca impreso. Depositado en la British Library (Add. 14005, 63 F).
- “Discurso en que se representa cuanto conviene a la monarquía española, la conservación del estado de Milán y lo que necesita para su defensa y mayor seguridad”. BNE (Ms. 12931). En: “Il rapporto di don Carlos Coloma dal ducato di Milano, nel 1626, a Filippo IV di Spagna” Rivista Storica Italiana (4). 581 595. 1952.

## Traducciones
- “Los Anales de Cayo Cornelio Tácito”. 1.ª edición: Dobay, 1629. La traducción de Carlos Coloma ha sido utilizada en 33 ediciones, la última en 1990 por la editorial Planeta. ISBN 9781173069735.